# 瀋丹旅客専用線
瀋丹旅客専用線（しんたんりょかくせんようせん、中文表記: 沈丹客运专线）は中華人民共和国の高速鉄道路線である。遼寧省瀋陽市の瀋陽南駅と丹東市の丹東駅を結び、路線長224km。瀋丹都市間鉄道（沈丹城际铁路）とも呼ばれる。

## 概要
瀋丹旅客専用線は瀋丹線と並行した高速鉄道であり、東北部最大の工業都市である瀋陽と北朝鮮との国境都市である丹東を本渓を経由して結ぶものである。遼寧省東部の山岳部を通るため、多くの橋梁、トンネルを建設しなければならず、工事は困難を伴うため、工期は4年と長めであった。
瀋丹旅客専用線の整備は中国鉄道部と遼寧省の共同事業である。2010年3月17日に着工され、2015年9月1日に開業した。総工費は268.8億人民元(うち建設費248.8億元、車両20億元)。
在来線の瀋丹線でそれまで3時間34分を要していた瀋陽-丹東間を最速1時間11分で結ぶ。
新たに92の橋梁、58のトンネルが建設され、そのうち最長の橋梁は瀋本大道1号特大橋(2896m)、最長のトンネルは南芬トンネル(7349m)である。

丹東駅付近ではこれまでの在来線である瀋丹線が市内の錦江山を迂回していたのに対して、錦江山トンネル(4605m)を貫通することにより、より直線的に瀋陽方面を目指す線形で建設されている
（在来線についても、丹東駅-金山湾駅間(14Km)がこの錦江山トンネル経由の金丹連絡線の新しいルートに変更され（2015年1月21日）、これにより市街地内の踏切の撤去が可能となった）。
丹東市では、プロジェクト決定後に着工されて完成した新しい政府系施設等が、建設によって取り壊されることになり、批判する声が高まった。

## 駅一覧
| 駅名       | 駅名         | 駅名            | 駅間 キロ | 累計 キロ | 接続路線・備考  | 所在地 | 所在地 | 所在地 |
| 日本語     | 簡体字中国語 | 英語            | 駅間 キロ | 累計 キロ | 接続路線・備考  | 所在地 | 所在地 | 所在地 |
| ---------- | ------------ | --------------- | --------- | --------- | --------------- | ------ | ------ | ------ |
| 瀋陽南駅   | 沈阳南站     | Shenyang South  |           | 0.0       | ■哈大旅客専用線 | 遼寧省 | 瀋陽市 | 渾南区 |
| 本渓新城駅 | 本溪新城站   | Benxi Xincheng  | 35        | 35        |                 | 遼寧省 | 本渓市 | 渓湖区 |
| 本渓駅     | 本溪站       | Benxi           | 27        | 62        |                 | 遼寧省 | 本渓市 | 平山区 |
| 南芬北駅   | 南芬北站     | Nanfen North    | 18        | 80        |                 | 遼寧省 | 本渓市 | 南芬区 |
| 通遠堡西駅 | 通远堡西站   | Tongyuanpu West | 44        | 124       |                 | 遼寧省 | 丹東市 | 鳳城市 |
| 鳳城東駅   | 凤城东站     | Fengcheng East  | 40        | 164       |                 | 遼寧省 | 丹東市 | 鳳城市 |
| 新五龍背駅 | 新五龙背站   | Xinwulongbei    | 26        | 190       |                 | 遼寧省 | 丹東市 | 振安区 |
| 丹東駅     | 丹东站       | Dandong         | 18        | 208       | ■丹大都市間鉄道 | 遼寧省 | 丹東市 | 振興区 |

## 歴史
- 2010年3月17日 - 着工。
- 2015年7月21日 - 試運転を開始。
- 2015年9月1日 - 開業。

## 使用車両
CRH5G, CRH5A, CRH380BG